# Ernest Hoepffner

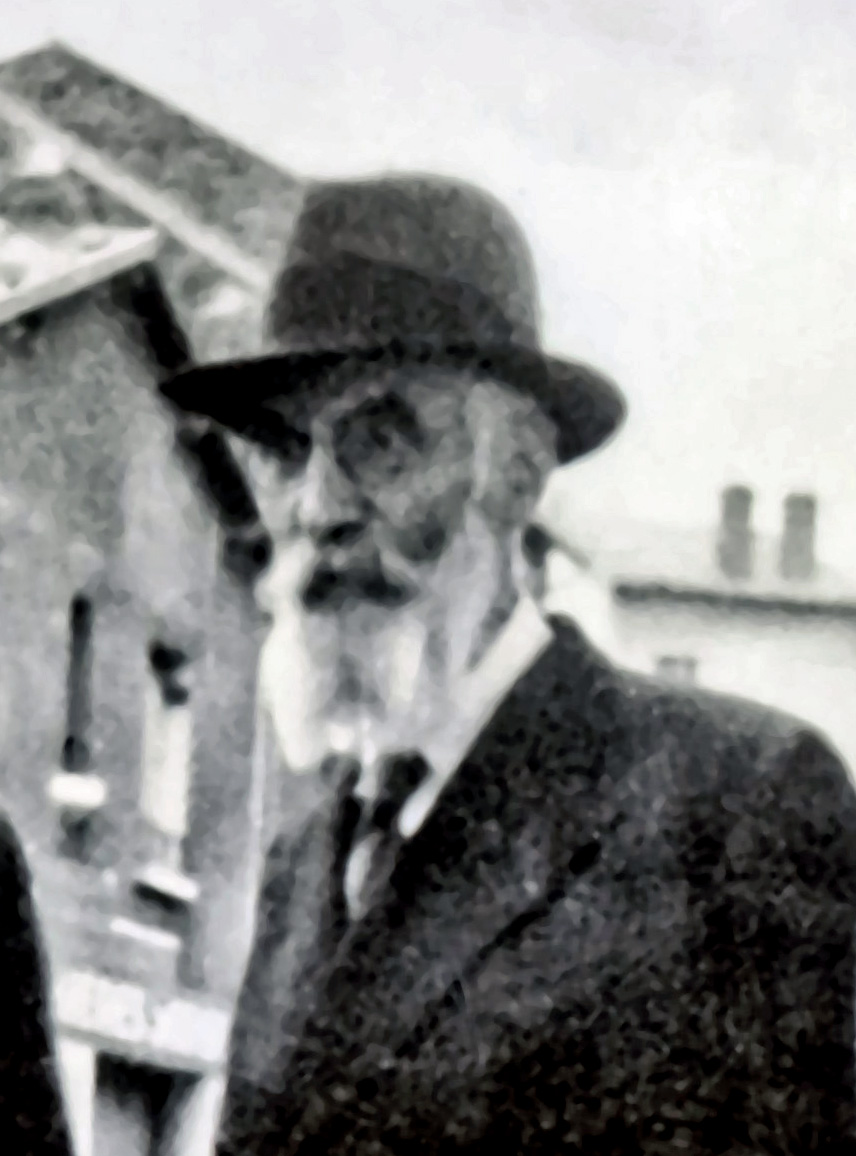
Ernest Hoepffner (1956 oder früher)

Ernest Hoepffner (* 14. November 1879 in Rountzenheim; † 16. Oktober 1956 in Straßburg) war ein französischer Romanist.

## Leben und Werk
Hoepffner, der aus einer protestantischen Pastorenfamilie stammte, studierte ab 1897 in Straßburg, Florenz und Paris. Er promovierte 1903 bei Gustav Gröber über Eustache Deschamps. Leben und Werke (Straßburg 1904, Genf 1974) und habilitierte sich 1906 über Guillaume de Machaut. Bis 1911 war er in Straßburg Privatdozent für Altfranzösisch und Altprovenzalisch. Von 1911 bis 1918 lehrte Hoepffner als Nachfolger von Leo Wiese in Jena und war in dieser Zeit (von 1912 bis 1919) auch Herausgeber der Zeitschrift für romanische Philologie, die er von seinem verstorbenen Lehrer übernahm. Von 1919 bis 1948 besetzte er dann den Lehrstuhl für romanische Philologie in Straßburg und erlebte den Exodus nach Clermont-Ferrand, wie auch die dortige Razzia vom November 1943, die ihn für einige Tage ins Gestapo-Gefängnis brachte. Hoepffner war Herausgeber der Zeitschrift Romania und ab 1939 Mitglied (membre libre) der Académie des Inscriptions et Belles-Lettres. Er war Offizier der Ehrenlegion. Ein Hörsaal des Straßburger Centre de philologie et de littératures romanes trägt seinen Namen. Hoepffner war der Lehrer von Paul Imbs.

## Weitere Werke
- (Hrsg.) Oeuvres de Guillaume de Machaut, 3 Bde., Paris 1908–1921
- (Hrsg. zusammen mit Prosper Alfaric) La Chanson de sainte Foy, 2 Bde., Paris 1926
- (Hrsg.) Les poésies de Bernart Marti, Paris 1929
- (Hrsg.) La Folie Tristan, de Berne, Paris 1934, 2. Auflage 1949
- Les Lais de Marie de France, Poitiers/Paris 1935, Paris 1959, 1995
- (Hrsg.) La Folie Tristan, d'Oxford, Paris 1938, 2. Auflage 1943, 1963
- Les Troubadours dans leur vie et dans leurs œuvres, Paris 1955
- Le troubadour Peire Vidal. Sa vie et son œuvre, publié par Margaret Pelan [1908–1978], Paris 1961